# Pumsae
Pumsae (oft Poomse oder Poomsae geschrieben) sind vorgeschriebene Formen (Bewegungsabläufe) im Taekwondo. Die Pumsae sind Bestandteil der Prüfungsordnung der  Deutschen Taekwondo Union (DTU). Sie unterteilen sich in die beiden Gruppen „Taegeuk“ (1 bis 8) und „Yudanja“ (9 bis 17).

## Die Taegeuk-Pumsae
Die ersten acht Formen werden „Taegeuk“ (koreanische Lesart für Taiji) genannt. Die Taegeuk ersetzen seit 1971 in der WT offiziell die acht Palgwae (koreanische Lesart von Bagua), welche 1967 entwickelt wurden. 
| Taeguk Formen | Taeguk Formen | Taeguk Formen              | Taeguk Formen | Taeguk Formen |
| Nummer        | Name          | Anzahl Bewegungen (Poomsu) | Bedeutung     |               |
| ------------- | ------------- | -------------------------- | ------------- | ------------- |
| 1             | Il Chang      | 18                         | Himmel        |               |
| 2             | I Chang       | 18                         | Frohsinn      |               |
| 3             | Sam Chang     | 20                         | Feuer         |               |
| 4             | Sa Chang      | 20                         | Donner        |               |
| 5             | Oh Chang      | 20                         | Wind          |               |
| 6             | Yuk Chang     | 19                         | Wasser        |               |
| 7             | Chil Chang    | 25                         | Berg          |               |
| 8             | Pal Chang     | 27                         | Erde          |               |

## Die Yudanja-Pumsae
Die Formen der zweiten Gruppe (Formen neun bis 17) sind für die Danprüfungen relevant und werden „Yudanja Pumsae“ genannt. Yudanja bedeutet „jemand mit Dan“ (Hangeul 유단자, Hanja 有段者).
| Yudanja Formen | Yudanja Formen | Yudanja Formen             | Yudanja Formen | Yudanja Formen |
| Nummer         | Name           | Anzahl Bewegungen (Poomsu) | Bedeutung |                |
| -------------- | -------------- | -------------------------- | --- | -------------- |
| 9              | Goryeo         | 30                         | Name einer koreanischen Dynastie |                |
| 10             | Geumgang       | 27                         | Name eines koreanischen Gebirges (sh. Kŭmgangsan)                                                                                                |                |
| 11             | Taebaek        | 26                         | Hauptgebirgszug der koreanischen Halbinsel |                |
| 12             | Pyongwon       | 21                         | wörtliche Bedeutung: „große Ausdehnung“. Steht für groß und majestätisch.                                                                        |                |
| 13             | Sipjin         | 28                         | Sipjin steht für zehn Symbole der Langlebigkeit: Sonne, Mond, Berg, Wasser, Stein, Kiefer, Kraut des Ewigen Lebens, Schildkröte, Reh und Kranich |                |
| 14             | Jitae          | 28                         | Erde |                |
| 15             | Chonkwon       | 26                         | Himmel |                |
| 16             | Hansu          | 27                         | Fließvermögen bzw. Anpassungsfähigkeit des Wassers                                                                                               |                |
| 17             | Ilyeo          | 23                         | „Einheit“, im Sinne des spirituellen buddhistischen Zustands                                                                                     |                |

## Free-Style Pumsae
Formen, bei denen der Ausführende selbst die Schrittmuster und Techniken auswählt und mit Musik zu einer Choreographie verbindet.